# Ferramenta de diamante

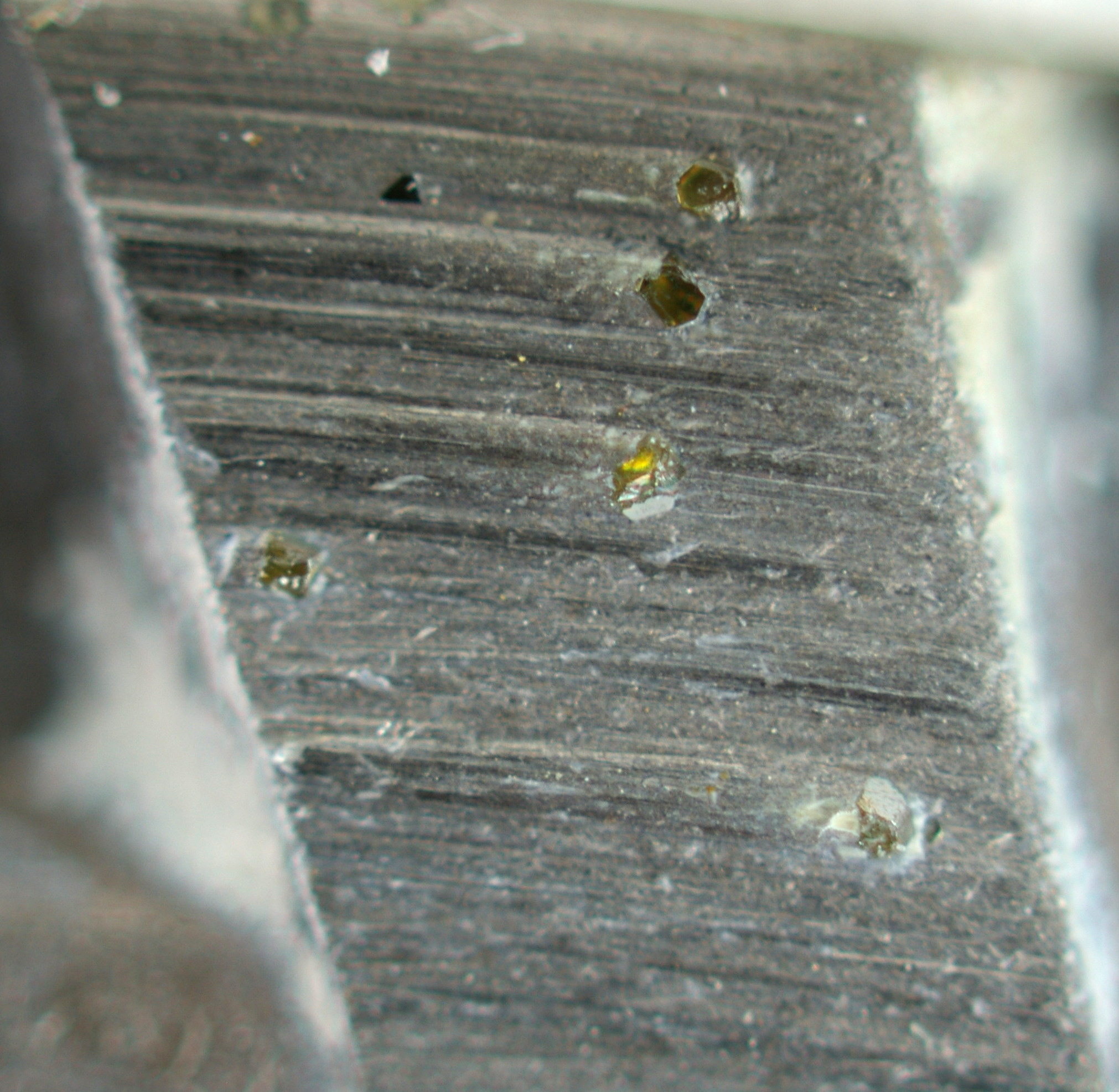
Imagem focalizada do segmento de diamantes, observe a lâmina.

Ferramenta de diamante é uma ferramenta de corte com grãos de diamante fixados na parte funcional da ferramenta através de um material de colagem ou outro método. Como o diamante é um material muito duro, ferramentas diamantadas têm muitas vantagens em comparação com os instrumentos feitos com produtos abrasivos comuns, tais como corindo e carboneto de silício.